# 古河歴史博物館

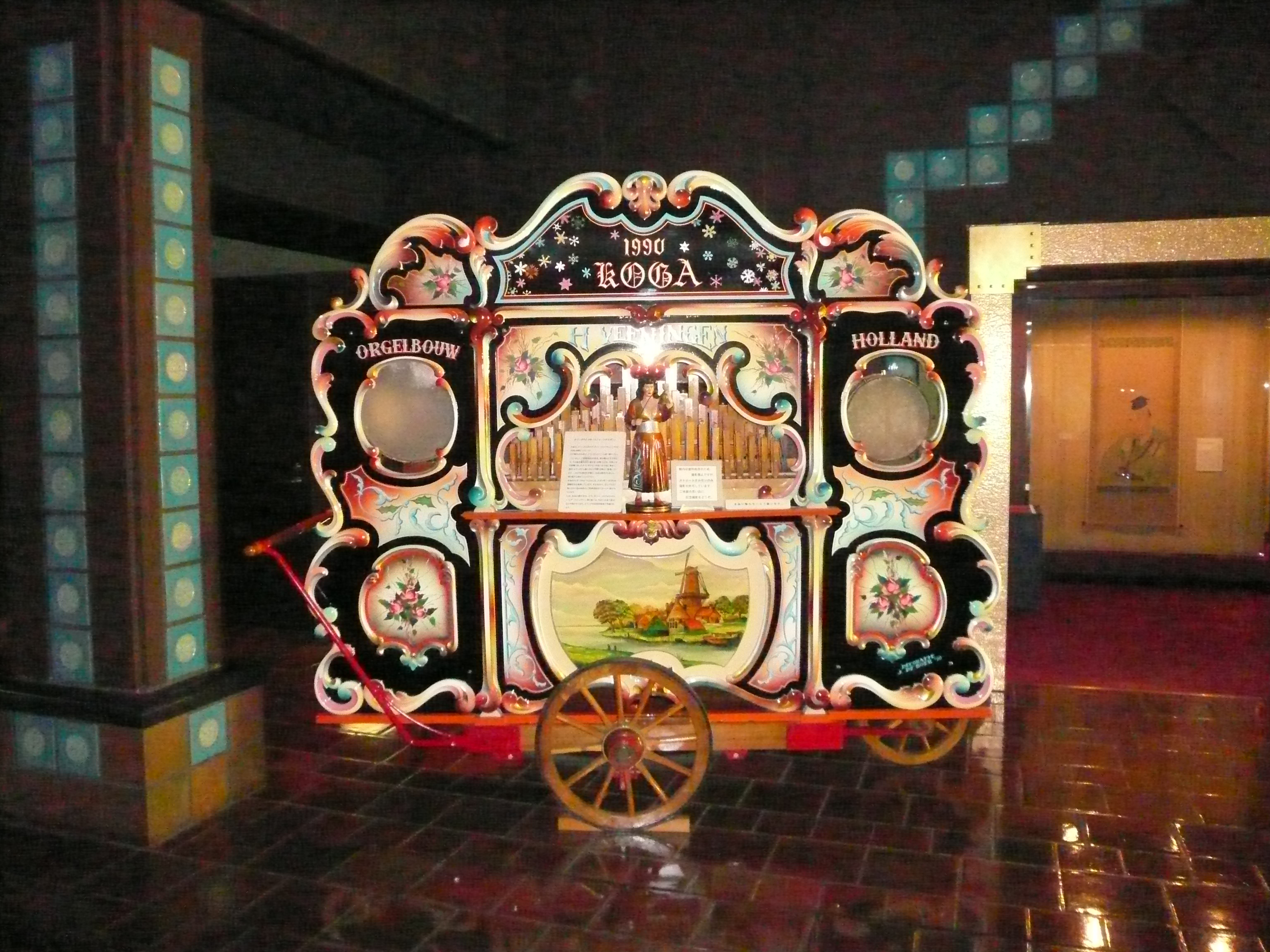
ストリートオルガン（展示ホール）

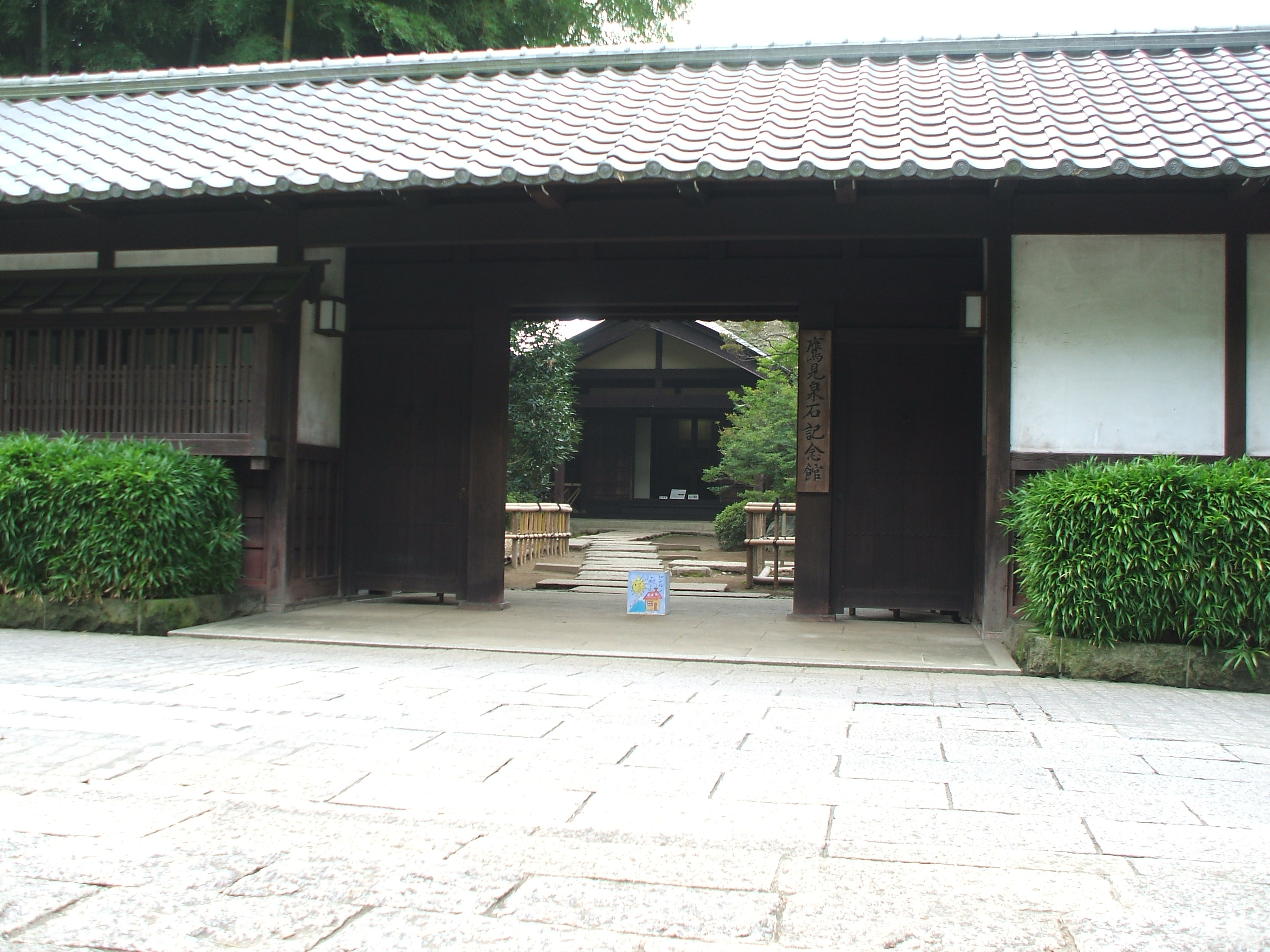
鷹見泉石記念館

古河歴史博物館（こがれきしはくぶつかん）は、茨城県古河市にある博物館である。
1990年11月3日、市政40周年を記念して開館した。鷹見泉石関連資料や、河口家関連の医史学資料など、古河藩資料を中心に所蔵する。
古河城の諏訪曲輪（出城）跡地に建てられている。
建築家の吉田桂二が設計し、1992年の日本建築学会賞（作品賞）、1996年の公共建築賞（建設大臣表彰・文化施設部門）を受賞した。

## 展示内容
本館入口がある展示ホールにはオランダ製のストリートオルガンが置かれている。江戸時代の天保3年（1832年）に雪の結晶の観察図鑑「雪華図説」を刊行した古河藩主土井利位や、その家老であった鷹見泉石がオランダから知識を得たことを象徴している。
展示室1では、洋学に造詣が深かった古河藩家老・鷹見泉石が遺した資料を展示。当時のオランダ地図や世界地図・日本地図・古河藩領内図などの国内外の古地図・古書・絵画・版画類、輸入陶器・ガラス瓶類、織物、温度計・製図器等の理化学機器などからなり、泉石の幅広い関心分野がうかがえる。その他にも、「日光駅路里数之表」は、将軍の日光社参に備えて泉石が作成した宿駅間距離の一覧表。日光～江戸間のものとしては日本初の距離早見表である。「大塩平八郎召捕棒」は、藩主・土井利位が大阪城代の際、泉石が大塩平八郎の乱鎮圧を指揮したときのものである。
展示室2では、中世の古河公方、近世（江戸時代）の古河藩、近代の製糸工業隆盛や田中正造とのゆかりなど、古河の歴史を概説。1/350縮尺の精密な古河城下模型（江戸時代後期）も展示されており、当時の城下町の町並みとともに、現在、城跡がほとんど残されていない古河城の姿が再現されている。
展示室3では、幕末から明治期にかけて活躍した古河ゆかりの文化人とその作品を展示。女流南画家の奥原晴湖、伝統的絵画から浮世絵・戯画・新聞の挿絵など多岐にわたる分野の絵画を手がけた絵師・河鍋暁斎、奥原晴湖の師であり古河画界の祖となった枚田水石、書家・小山霞外などが紹介されている。
さらに企画展示室では、随時多様な企画展示が行われている。
本館から道路を挟んだ隣接地には、「鷹見泉石記念館」として、古河藩家老・鷹見泉石の最晩年の居宅が改修・公開されている。また、古河出身の南画家・奥原晴湖が晩年に用いた画室「繍水草堂」も隣接地に移築され、2010年より一般公開されている。

## 文化財に指定された所蔵品
- 鷹見泉石関係資料：　代表的なものが展示室1にて常時展示されている。蘭学者であり古河藩の家老でもあった鷹見泉石が遺した地理学・理化学などに関する収集品や、譜代大名 家老として行った情報収集の記録などが含まれており、幕末の政治・外交・文化の動きを伝える資料群として貴重である。これらの資料は、現代まで鷹見邸（今の鷹見泉石記念館）で保管され、平成14年（2002年）に鷹見家より寄贈された。散逸を免れた大量の資料13,033点のうち 3,151点[6]が、平成16年（2004年）に国の重要文化財（歴史資料）に指定されている。[7] [8]
- 河口家医学等関係資料：　河口家は古河藩に仕えた蘭医。河口家伝来の資料が、本館にて保管されている。河口信任は、日本で初めて自らの執刀による人体解剖を行い、2年後の明和9年（1772年）にはその成果を「解屍編」として刊行した。この「解屍編」初版本[9]を始め、信任が用いた解剖刀、信任の解剖を手伝った原田尚賢による臓器分類解説書「蔵府図志」[10]、河口良庵が寛文10年（1670年）に著したオランダ流外科医書「外科要訣全書」[11]、免許皆伝状や開業免状、種痘施術簿やカルテなどの文書類、古代ギリシアの医師・ヒポクラテス図や東洋医術の始祖・神農図、薬研、注射器、薬箱、種痘用具等の医療器具など、河口家資料896点は平成19年（2007年）に茨城県指定有形文化財（歴史資料）に指定されている。[12] [13]
- 足利成氏書状：　古河公方・足利成氏による下野小山氏宛文書。水谷右馬助が小山氏に対して怠慢なことがあれば許さないと記されている。古河市指定有形文化財（古文書）。[14] [15]
- 土井利勝書状：　利勝が幕府大工の棟梁・中井大和らに工事の際の注意を与えたもの。古河市指定有形文化財（古文書）。[16]
- 盈科堂記・盈科堂学館記：　盈科堂は享保9年（1724年）、唐津藩主・土井利実により創設された藩校。宝暦12年（1762年）、土井家が古河に戻った後は古河藩の藩校となった。[17]「盈科堂記」は利実直筆の大額であり、校名の由来、勉学の心構えを説いている。「盈科堂学館記」は古河藩主・土井利厚直筆の扁額で、勉学を奨励したものであり、盈科堂に寄せる期待の大きさを伝えている。古河市指定有形文化財（歴史資料）。[18]
- 尼僧立像：　江戸時代前期の円空作による一木造・鉈彫。像高22cm。古河市指定有形文化財（彫刻）。[19]
- 楓樹：　鷹見泉石記念館の庭に植えられている。樹高9.8m、周囲1.1m。中国原産のマンサク科フウ属の落葉喬木であり、日本には自生しない。古代中国では天子の居所に植えられていた。享保12年（1727年）、第8代将軍徳川吉宗が輸入したことが分かっているが、現存する古木の楓樹は少なく、皇居（旧江戸城）・寛永寺などに見られる程度である。鷹見泉石は天保15年（1844年）に清の蘇氏から「楓所」の号を揮毫されている。古河市指定天然記念物。[20] [21]

## 刊行物
- 研究紀要『泉石』：　本博物館に関連する研究成果を紹介。2～3年ごとに刊行。[22]
- 鷹見家歴史資料目録：　前述の鷹見泉石関係資料の目録。[22]
- 鷹見泉石日記：　鷹見泉石が遺した寛政9年（1797年）から安政5年（1858年）の日記が、平成16年（2004年）までに翻刻・刊行されている。日々の天候、公務の状況、幕臣・他藩の藩士・文化人・町人・オランダ商館長など多方面の人物との交流などが記述されており、例えば、鷹見泉石関係資料として遺された品々の入手経緯を調べることもできる。吉川弘文館より出版・販売。
- 奥原晴湖粉本資料目録：　本館所蔵の奥原晴湖資料目録[22]。本館には奥原家旧蔵の美術資料約1,000点が収蔵されている。模本・縮図類、国書、漢籍等からなり、粉本類の一括資料としては国内屈指の規模である。当時の南画家たちの教育実態を示す資料として有効であるとともに、現在逸失している和漢古画の原容を知るためにも貴重な資料である。[23]
- 野田家文書：　中世・野田氏は簗田氏と並ぶ古河公方重臣であり、栗橋城などを拠点としていた。平成13年（2001年）に野田家より寄託された伝来文書32点を調査・翻刻し、他の野田家関係文書と合わせて計88点を紹介している。翻刻・注記・監修は日本史学者・佐藤博信による。平成15年（2003年）刊行。[22] [24]
- その他にも、これまでに開催された企画展示の図録が刊行されている。[22]

## 入館料・開館時間等
- 開館時間 
  - 9:00-18:00（4月 - 10月）
  - 9:00-17:00（11月 - 3月）
- 休館日
  - 国民の祝日の翌日
  - 年末年始（12月28日~1月4日）
  - 館内整理日（第4金曜日）
- 入館料 
  - 本館：　大人400円（団体300円）、小中高生100円
    - 古河歴史博物館・古河文学館・篆刻美術館の3館共通券600円

  - 鷹見泉石記念館・繍水草堂：　無料

## アクセス
- 鉄道
  - JR東北本線（宇都宮線）古河駅西口から徒歩15分（約1.2km）
  - 東武日光線新古河駅東口から徒歩25分（約2.0km）